# All of the Lights
All of the Lights was de vierde single van het vijfde studioalbum van Kanye West, My Beautiful Dark Twisted Fantasy. Aan de single werkten meerdere artiesten mee zoals Fergie, Kid Cudi, Elton John en Alicia Keys, maar enkel Rihanna werd als featuring-artist op de single vermeld.

## Videoclip
De videoclip maakt deel uit van de 35-minuten lange videoclip van het nummer Runaway van Kanye West. Van alle meewerkende artiesten worden enkel Kanye West zelf, Rihanna en Kid Cudi in de clip gebruikt. De videoclip vertoont tevens enkele visuele referenties naar de film Enter the Void waardoor Kanye werd beschuldigd van plagiaat.Voor de clip start wordt er vermeld dat de clip schadelijk kan zijn voor mensen die epilepsie hebben. In de clip zien we Rihanna voor een zwarte muur staan terwijl ze wulps gekleed is. Kid Cudi zien we opnieuw voor een zwarte muur, maar hij staat echter met zijn rug naar de camera gekeerd. Hij draagt een rood, leren jasje.

## Awards en nominaties
Een overzicht van de belangrijkste awards en nominaties van het nummer:
| Jaar | Organisatie                      | Categorie                       | Resultaat   | Referenties |
| ---- | -------------------------------- | ------------------------------- | ----------- | ----------- |
| 2011 | BET Awards                       | Beste samenwerking              | Genomineerd | [ 2 ]       |
| 2011 | MTV Video Music Awards           | Best Male Video                 | Genomineerd | [ 3 ]       |
| 2011 | MTV Video Music Awards           | Best Editing                    | Genomineerd | [ 3 ]       |
| 2011 | MTV Video Music Awards           | Beste samenwerking              | Genomineerd | [ 3 ]       |
| 2011 | MTV Video Music Awards           | Beste hip-hop video             | Genomineerd | [ 3 ]       |
| 2012 | ASCAP Rhythm & Soul Music Awards | Award Winning R&B/Hip-Hop Songs | Gewonnen    | [ 4 ]       |
| 2012 | ASCAP Rhythm & Soul Music Awards | Award Winning Rap Songs         | Gewonnen    | [ 4 ]       |
| 2012 | MTV Video Play Awards            | Goud                            | Gewonnen    | [ 5 ]       |
| 2012 | 54e Grammy Awards                | Song of the Year                | Genomineerd | [ 6 ]       |
| 2012 | 54e Grammy Awards                | Beste rap samenwerking          | Gewonnen    | [ 6 ]       |
| 2012 | 54e Grammy Awards                | Beste rap nummer                | Gewonnen    | [ 6 ]       |

## Hitnotering

### VlaamseUltratop 50
| Hitnotering: 26-03-2011 t/m 28-05-2011 | Hitnotering: 26-03-2011 t/m 28-05-2011 | Hitnotering: 26-03-2011 t/m 28-05-2011 | Hitnotering: 26-03-2011 t/m 28-05-2011 | Hitnotering: 26-03-2011 t/m 28-05-2011 | Hitnotering: 26-03-2011 t/m 28-05-2011 | Hitnotering: 26-03-2011 t/m 28-05-2011 | Hitnotering: 26-03-2011 t/m 28-05-2011 | Hitnotering: 26-03-2011 t/m 28-05-2011 | Hitnotering: 26-03-2011 t/m 28-05-2011 | Hitnotering: 26-03-2011 t/m 28-05-2011 | Hitnotering: 26-03-2011 t/m 28-05-2011 |
| Week:                                  | 1                                      | 2                                      | 3                                      | 4                                      | 5                                      | 6                                      | 7                                      | 8                                      | 9                                      | 10                                     |                                        |
| -------------------------------------- | -------------------------------------- | -------------------------------------- | -------------------------------------- | -------------------------------------- | -------------------------------------- | -------------------------------------- | -------------------------------------- | -------------------------------------- | -------------------------------------- | -------------------------------------- | -------------------------------------- |
| Positie:                               | 49                                     | 44                                     | 34                                     | 40                                     | 41                                     | 27                                     | 41                                     | 35                                     | 42                                     | 49                                     | uit                                    |